# 福井市愛宕坂茶道美術館
愛宕坂茶道美術館（あたござかさどうびじゅつかん）は、福井県福井市の愛宕坂にある茶道をテーマとする美術館。
福井市における茶道の歴史と文化の継承および振興を目的とする施設で、1999年10月に開館した。管理運営は公益財団法人歴史のみえるまちづくり協会が行っている。

## 施設
- 常設展示室 - 福井の茶道文化の起源とされる一乗谷朝倉氏遺跡のほか越前松平家など福井市の茶道の歴史を展示
- 企画展示室 - 美術展の巡回展覧会および企画展会場
- 茶室「尚庵」 - 別棟、茶道具一式装備
- 本館4階展示室(会議室)
- ロビー - 抹茶の接待あり

## 利用情報
- 開館時間 - 9：00 - 17：15（入館は16：45分まで）
- 休館日 - 年末年始（12月28日 - 1月4日）、その他臨時

## 交通アクセス
- JR西日本・えちぜん鉄道 福井駅より
  - コミュニティバスすまいる西ルート（照手・足羽方面）「愛宕坂」バス停留所下車、徒歩約1分
  - 京福バス「久保町」バス停留所下車、徒歩約2分
  - タクシーで約5分
- 福井鉄道 足羽山公園口駅下車、徒歩10分
- 北陸自動車道 福井ICより車で15分

## 周辺
- 愛宕坂（愛宕坂茶道美術館、橘曙覧記念文学館）
- 百段坂
- 足羽山（足羽神社、福井市自然史博物館）
- 福井市水道記念館
- 左内公園（橋本左内の墓）